# 발진 (전기공학)
발진(發振, oscillation, 진동, 떨기)은 전기 신호를 자력에 의해 필요한 주파수로 진동시키는 일이다. 다시 말해서 직류 에너지를 전기진동에너지, 즉 교류 에너지로 변환하는 일이다.
발진기(oscillator, 떨개, 진동자) 또는 전자 발진기(electronic oscillator)는 발진을 하는 장치이다.

## 같이 보기
- 가변 전압 가변 주파수 제어
- 발진